# Giải Grammy cho trình diễn rock xuất sắc nhất
Giải Grammy cho trình diễn rock xuất sắc nhất là một hạng mục của giải Grammy. Ban đầu nó được thành lập vào năm 1958 và có tên gọi là Gramophone. Tuy nhiên đến giải Grammy lần thứ 54 các nhà tổ chức đã quyết định kết hợp các hạng mục "trình diễn đơn ca rock xuất sắc nhất", "Trình diễn song ca/nhóm nhạc rock xuất sắc nhất" và cả "Trình diễn khí nhạc rock xuất sắc nhất" thành một giải chung có tên gọi như trên. Lý do được đưa ra là Viện thu âm nghệ thuật và khoa học quốc gia muốn giảm tải các hạng mục trong giải cũng như tránh sự phân biệt giữa trình diễn đơn ca và song ca/nhóm nhạc. Viện thu âm cho rằng những sự phân biệt như vậy đã gây nhiều trở ngại cho việc trao giải, chẳng hạn như bốn trên năm tổng nghệ sĩ Rock đề cử là các ban nhạc và trình diễn đơn ca cũng được hỗ trợ bởi một ban nhạc nào đó.
Từ năm 2014, các thể loại trình diễn hard rock cũng được đưa vào hạng mục này, đó là "Trình diễn hard rock xuất sắc nhất" và "Trình diễn hard rock/metal xuất sắc nhất".

## Danh sách cụ thể
| Năm  | Nghệ sĩ trình diễn | Tác phẩm              | Các đề cử | Ghi chú |
| ---- | ------------------ | --------------------- | --- | ------- |

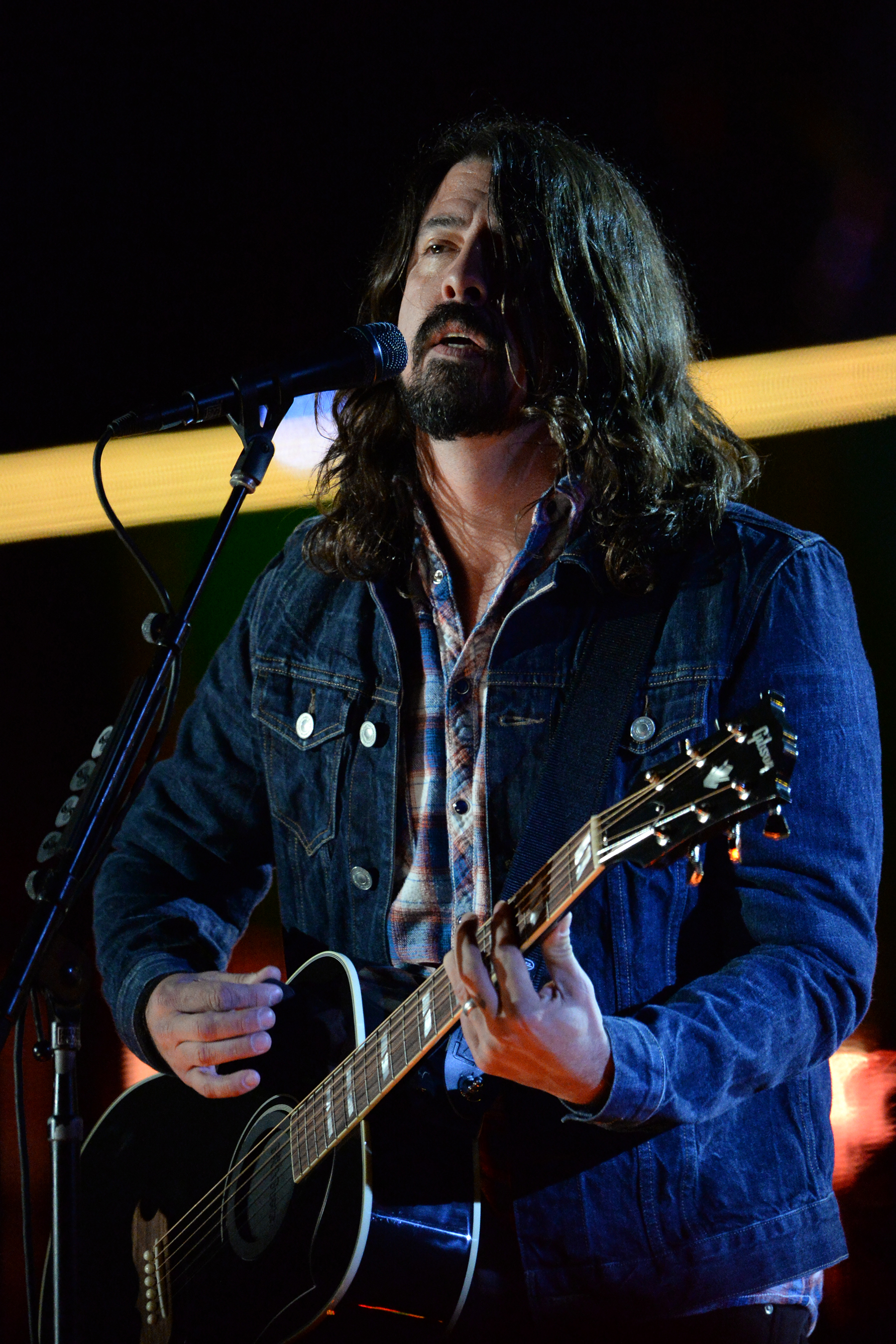
Dave Grohl và ban nhạc Foo Fighters là những chủ nhân đầu tiên của giải thưởng

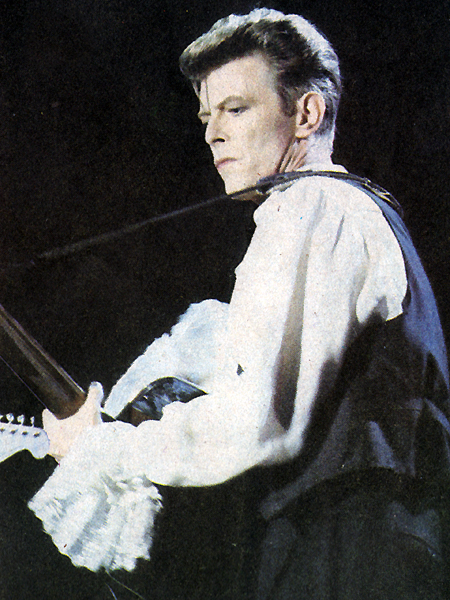
David Bowie được trao giải năm 2017 sau khi chết

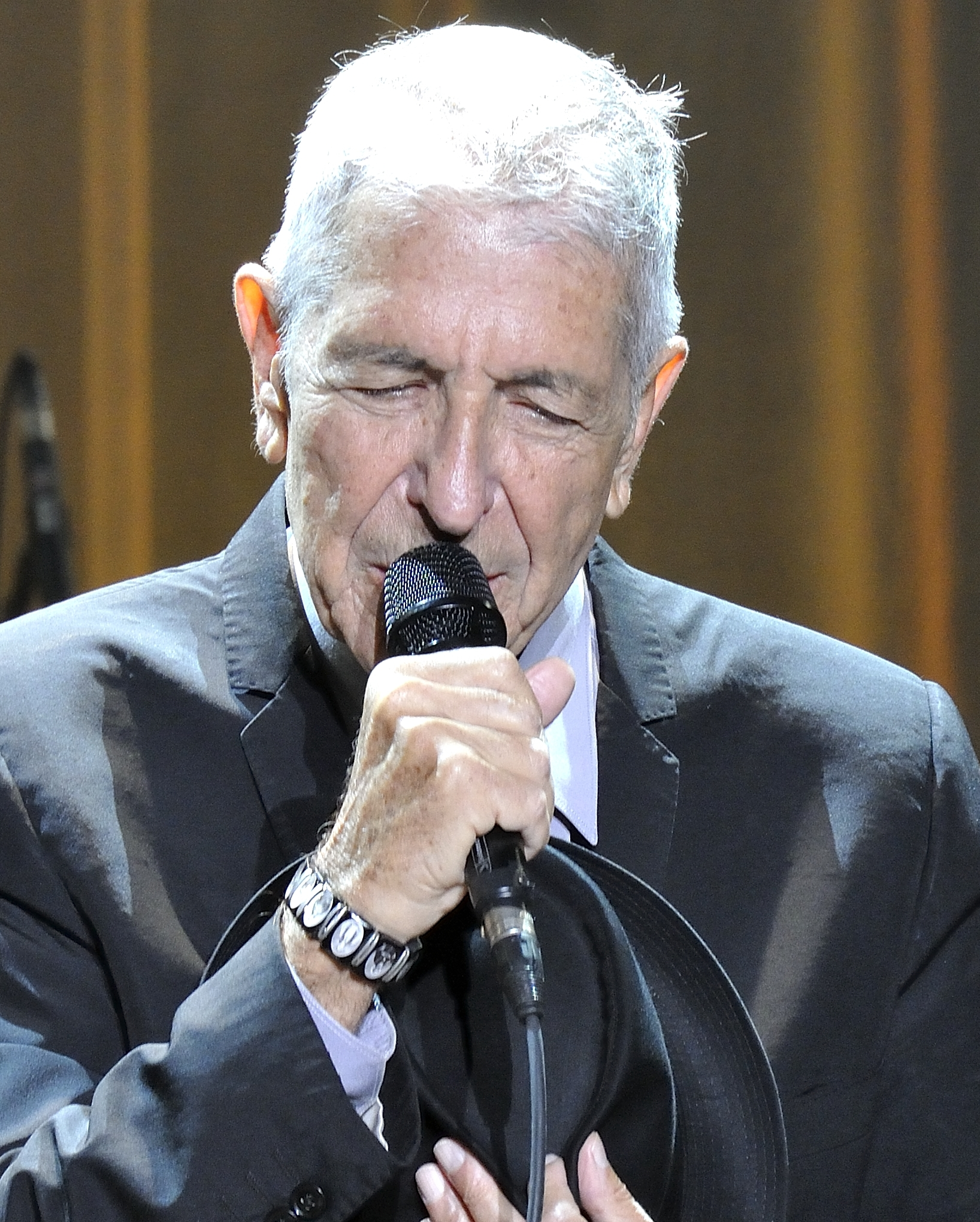
Leonard Cohen giành giải năm 2018 sau khi chết

| 2012 | Foo Fighters       | "Walk"                | - Coldplay — "Every Teardrop Is a Waterfall" - The Decemberists — "Down by the Water" - Mumford & Sons — "The Cave" - Radiohead — "Lotus Flower"                                                      | [ 4 ]   |
| 2013 | The Black Keys     | "Lonely Boy"          | - Alabama Shakes — "Hold On" - Coldplay — "Charlie Brown" - Mumford & Sons — "I Will Wait" - Bruce Springsteen — "We Take Care of Our Own"                                                            |         |
| 2014 | Imagine Dragons    | "Radioactive"         | - Alabama Shakes - "Always Alright" - David Bowie - "The Stars (Are Out Tonight)" - Led Zeppelin - "Kashmir (Trực tiếp)" - Queens of the Stone Age - "My God is the Sun" - Jack White - "I'm Shakin'" | [ 5 ]   |
| 2015 | Jack White         | "Lazaretto"           | - Ryan Adams - "Gimme Something Good" - Arctic Monkeys - "Do I Wanna Know?" - Beck - "Blue Moon" - The Black Keys - "Fever"                                                                           | [ 6 ]   |
| 2016 | Alabama Shakes     | "I Don't Wanna Fight" | - Florence + The Machine - "What King of Man" - Foo Fighters - "Something from Nothing" - Elle King - "Ex's & Oh's" - Wolf Alice - "Moaning Lisa Smile"                                               | [ 7 ]   |
| 2017 | David Bowie        | "Blackstar"           | - Alabama Shakes - "Joe (Trực tiếp Austin City Limits)" - Beyoncé featuring Jack White - "Don't Hurt Yourself" - Disturbed - "The Sound of Silence" - Twenty One Pilots - "Heathens"                  | [ 8 ]   |
| 2018 | Leonard Cohen      | "You Want It Darker"  | - Chris Cornell — "The Promise" - Foo Fighters — "Run" - Kaleo — "No Good" - Nothing More — "Go to War"                                                                                               | [ 9 ]   |
| 2019 | Chris Cornell      | "When Bad Does Good"  | - Arctic Monkeys – "Four Out of Five" - The Fever 333 – "Made an America" - Greta Van Fleet – "Highway Tune" - Halestorm – "Uncomfortable"                                                            | [ 10 ]  |
| 2020 | Gary Clark Jr.     | "This Land"           | - Bones UK – "Pretty Waste" - Brittany Howard – "History Repeats" - Karen O & Danger Mouse – "Woman" - Rival Sons - "Too Bad"                                                                         |         |

## Kỷ lục

### Nhiều đề cử nhất
| 4 đề cử - Alabama Shakes 3 đề cử - Foo Fighters - Jack White | 2 đề cử - The Black Keys - David Bowie - Coldplay - Mumford & Sons |